# Węgiel (sztuka)

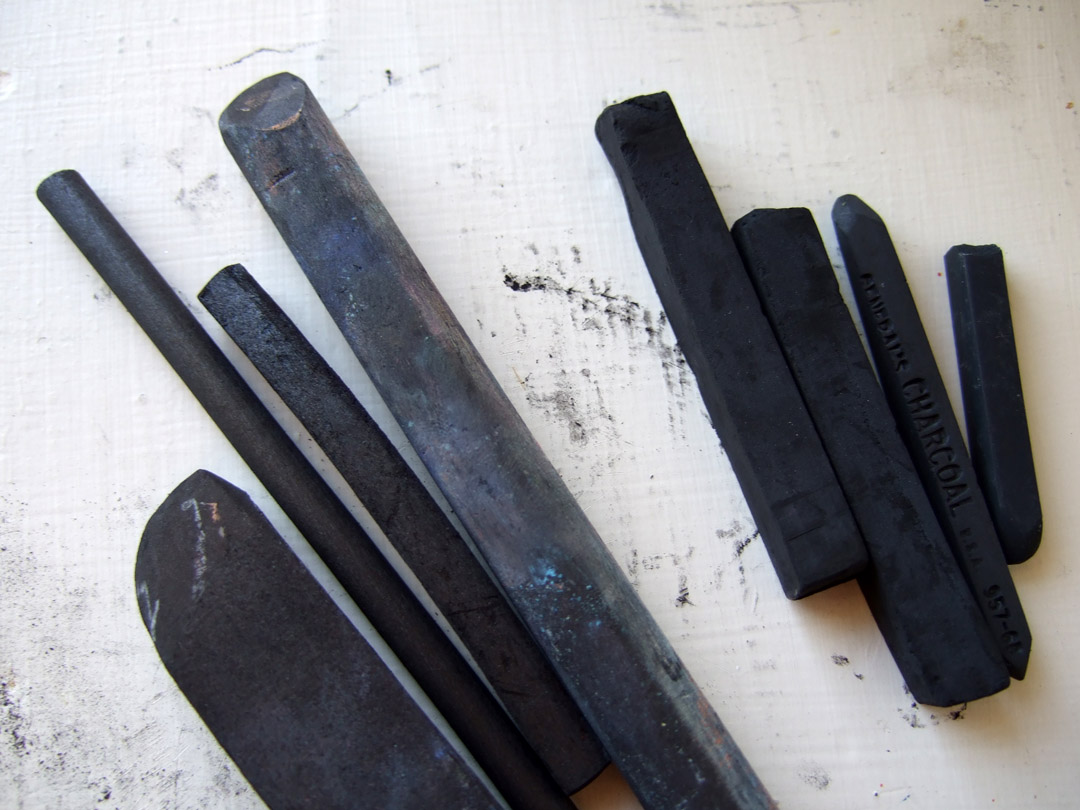
Węgle

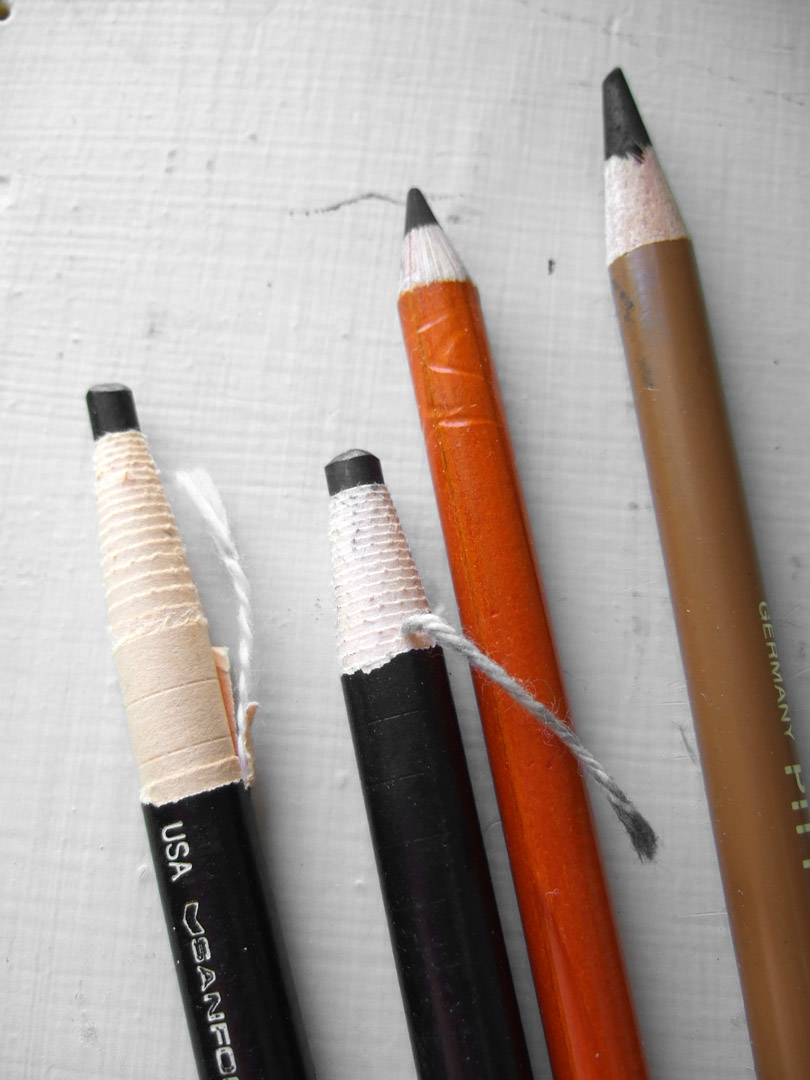
Ołówki węglowe

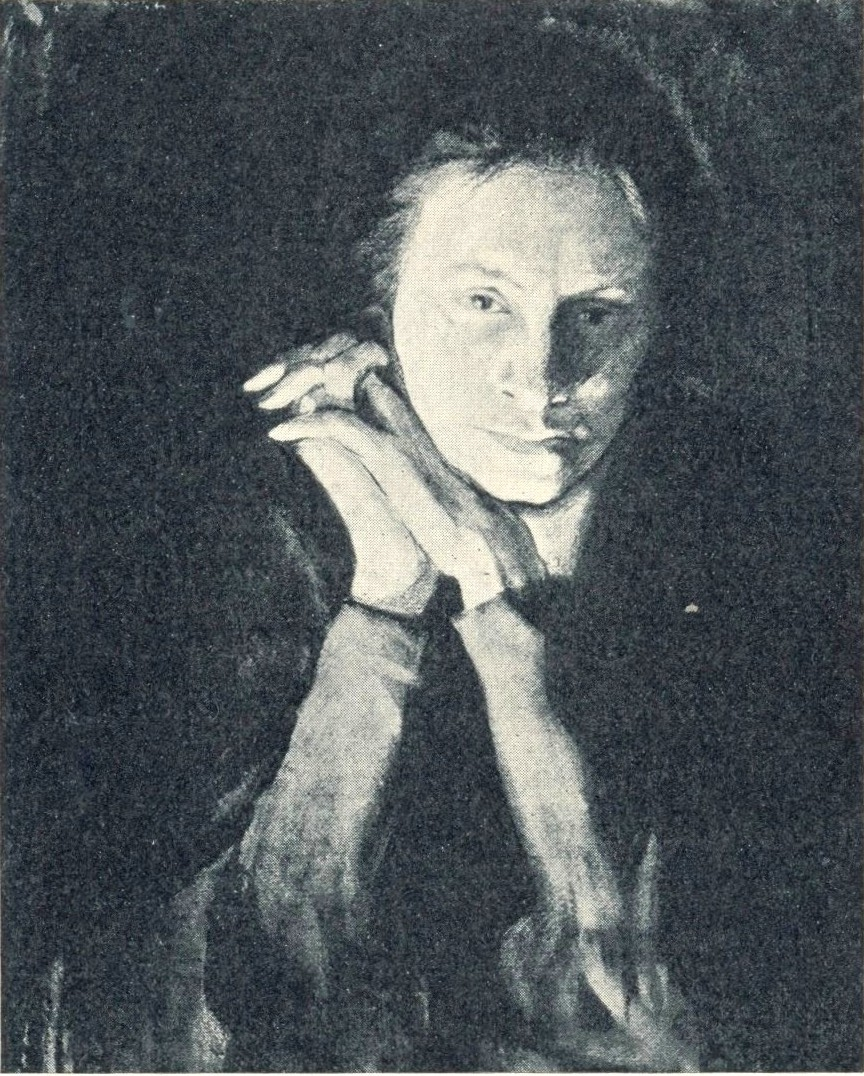
Henryk Grombecki - Studium portretowe żony artysty rysunek węglem, wykonany w Warszawie w 1906 roku

Węgiel – materiał rysunkowy, technika rysunkowa oraz rysunek wykonany tą techniką.
Węgiel drzewny jest jednym z najstarszych materiałów rysunkowych. Węgiel naturalny dzieli się na twardy (ze zwęglonych wiórów drzewnych) i miękki. Miękki powstaje w wyniku spalania cienkich gałązek (wierzby, winorośli, lipy, bukszpanu itp.) przy ograniczonym dostępie powietrza.
Węgiel używany jest do wykonywania prac graficznych niewymagających odwzorowania wielu szczegółów, na przykład wielkoformatowych portretów i pejzaży. Pozwala na swobodną i płynną pracę. Często używany jest wraz z kredą lub pastelami. Podczas pracy można stosować technikę rozmazywania. Za pomocą gumki chlebowej, wiszera, papierowego ręcznika lub miękkiej szmatki można tonować ślady zostawione przez węgiel.
Węgiel rysunkowy to rozdrobniony węgiel naturalny sprasowany z dodatkiem iłu i środka wiążącego. Kredki i ołówki węglowe zostawiają grubą, twardą, trudną do wymazania kreskę.
Prace wykonane węglem utrwala się za pomocą fiksatywy.